# 墨镫乡
墨镫乡是位于武乡县东北部，洪水河东岸的一个乡。有煤炭资源。采煤业、炼焦业发达。有中小学16所。乡人民政府驻地墨镫，在城关镇东北41公里，双峰山南麓有炼焦厂，沁源-涉县公路经过该乡。

## 行政区划
辖15村委会，有32自然村，1949年属一区。1953年设乡，后改公社。1984年再次设乡。
墨镫乡下辖以下地区：
。
2021年4月1日，撤销墨镫乡，整建制并入洪水镇。